# 伊東茂右衛門
伊東茂右衛門（いとう もえもん、嘉永4年（1851、1852年） - 没年不明）は、日本の著述家。号は竹山。経済学の著書が多い。
嘉永4年（1851,1852年）、豊後国速見郡立石に生まれる。豊前国中津市の学校で学を修め、明治10年（1877年）に上京して福澤諭吉の書生となる。福沢は伊東の将来に期待し、あえて親しくはしなかった。
慶應義塾卒業後、諸芸に通じ、漢籍、洋書を読み、数理も得意とし、詩、和歌、絵画、俳諧などもできたが、経済学に最も長けた。生活では綿の着物を着て倹約し、数万円（当時の金額）の富を築いたという。
福沢諭吉が創刊した新聞『時事新報』の編集長で、広告の主任だった。
経済学関連の著書以外に、漢文による見聞録、詩集、和歌がある。

## 著書
- 『海産論』（ピーター・ランド・シモントス原著、浜野定四郎と共訳、開拓使・出版、1881年2月）
- 『中外蚕事要録』（第1版・1886年3月、第2版・1887年1月、第3版・1888年2月）
  - 『明治後期産業発達史資料. 第167巻』（竜渓書舎、1993年1月）に収録
- 『蚕業経済録』（1888年10月）
- 『避煩日記』（1897年2月）
- 『経済事情』（1896年12月）
- 『間行録』（多田三弥・出版　1904年2月）
- 『竹石小言』（土井？牙と共著、文永堂、1916年2月）
- 『蚕糸要録』（出版年不明）
- 『和文五十物語』（出版年不明）

## 関連文献
- 三田商業研究会編『慶応義塾出身名流列伝』実業之世界社、1909年、7-8頁。